# 博克 (市镇)
博克（德語：Boock）是德国梅克伦堡-前波美拉尼亚州的一个市镇，隶属于前波美拉尼亚-格赖夫斯瓦尔德县。总面积为12.89平方千米，截至2020年总人口为563人。